# Castlebellingham
Castlebellingham (irl. Baile an Ghearlánaigh) – wieś w hrabstwie Louth w Irlandii położona 11 km na południe od Dundalk. 

## Zamek[2]
We wsi znajduje się zamek zbudowany około 1660 roku przez Henry'ego Bellinghama, chorążego w armii podczas angielskiej wojny domowej. Kupił on ziemie Gernonstowne w hrabstwie Louth od irlandzkiego żołnierza. W dokumentach i mapach widnieją różne nazwy posiadłości, tj. Gernonstowne, Gernonstown, Gernon's-Town, Gormanstown, Germanstown, Garlandstown, Garland.
Zamek był okupowany przez wojska i spalony w 1689 roku przez króla Jakuba II w odwecie za bycie przewodnikiem dla króla William III przez pułkownika Thomasa Bellinghama przed bitwą nad rzeką Boyne. Około 1710 roku ziemie zaczęły być nazywane "Castlebellingham". We wsi zbudowano kościół oraz browar. Rodzina Bellingham stała się najbardziej wpływową rodziną w hrabstwie. Zamek służył jako gniazdo rodowe baronetów Bellingham do końca lat 1800, następnie przekształcono go w Bellingham Castle Hotel.

## Transport
We wsi znajduje się nieczynna stacja kolejowa (ang. Castlebellingham railway station), otwarta 1 kwietnia 1851, ostatecznie zamknięta 6 września 1976.